# Château de Planitz
Le château de Planitz est un château de ville situé à Planitz, rattachée à la ville de Zwickau (Saxe) depuis 1944, et dont la fondation remonte au XIIe siècle.

## Histoire
Détruit et rebâti plusieurs fois, le château se présente aujourd'hui sous la forme d'un grand château baroque avec un fronton classique à la grecque soutenu par des pilastres sur chaque façade de la cour intérieure, construit en 1712 pour Johann Georg von Arnim. Il dispose d'un grand parc romantique, dessiné sous la direction de la comtesse Isolde von Arnim en 1868-1872 et où est bâti un pavillon de thé à la chinoise du XVIIIe siècle.
Le château est vendu dans les années 1920 et sert de mairie à Planitz, alors commune indépendante, puis d'hôpital militaire pendant la Seconde Guerre mondiale et ensuite du temps de la République démocratique allemande d'école de la police et de siège de la Transportpolizei (de) (police du transport).
Après la réunification, le château est restauré, entre 1991 et 1993, afin d'abriter le lycée Clara-Wieck, (Clara-Wieck-Gymnasium) qui accueille quelque cinq cents élèves qui reçoivent un enseignement dont l'accent est mis sur l'éducation musicale.

## Source
- (de) Cet article est partiellement ou en totalité issu de l’article de Wikipédia en allemand intitulé « Schloss Planitz » (voir la liste des auteurs).